# Holobionte
Los holobiontes son entidades formadas por la asociación de diferentes especies que dan lugar a unidades ecológicas.
El término, introducido por Lynn Margulis en "Symbiogenesis and Symbioticism", deriva del griego antiguo ὅλος (hólos), que significa "todos", y βιὅς, que significa "organismo", "ser vivo". Se utiliza comúnmente para referirse a la asociación entre un macroorganismo (animal o planta) y los microorganismos simbióticos que componen su microbiota. Frecuentemente, aparece asociado al término hologenoma, que se usa por analogía con el término genoma para designar la totalidad del material genético del huésped y de todos los microorganismos que componen su microbiota.

## Historia
El concepto "holobionte" aparece por primera vez en un breve artículo de Lynn Margulis titulado "Words as battle cries - symbiogenesis and the new field of endosytobiology". En dicho artículo, el término aparece en una figura, y se usa por analogía con el concepto de reproducción sexual, para referirse exclusivamente a los simbiontes que son transmitidos intergeneracionalmente de forma vertical junto con el huésped. Posteriormente, en "Symbiogenesis and Symbioticism", el término se utiliza para referirse al conjunto de organismos que establecen entre sí una asociación simbiótica de larga duración ontogenética.
Tras este uso originario por parte de Margulis, el término será utilizado por David Mindell en 1992 para referirse a las simbiosis entre un huésped y varios microorganismos. Posteriormente, R. Jorgensen se referirá brevemente al mismo en 1993, momento tras el cual el término sufrirá un letargo de aproximadamente una década, momento en que el concepto su utilizará por primera vez en el contexto de estudio de los corales en un famoso trabajo de Forerst Rohwer y colaboradores. En dicho estudio, los autores adaptan el término utilizándolo para conceptualizar las relaciones entre los corales, la zooxantella, y los diferentes microorganismos que constituyen su microbiota, de un modo tal que la zooxantella determinaría el nivel de luz requerido por el holobionte coralino y una compleja red que involucraría bacterias, Archaeas y hongos reciclaría el nitrógeno.
El término se ha hecho especialmente popular tras su asociación con el concepto de evolución hologenómica, originariamente postulado por Eugène Rosenberg e Illana Zilber-Rosenberg en 2008. De acuerdo con esta hipótesis, todos los macroorganismos (animales y plantas) son en realidad holobiontes, consistentes en la asociación entre un huésped más toda su microbiota, y dicha unidad sería un individuo biológico en sentido pleno, así como una unidad de selección. Recientemente, se ha propuesto una extensión al concepto de Holobionte para considerar la teoría de la construcción del nicho, dando lugar a una nueva propuesta de ontología evolutiva, el "Ecobionte". No obstante, el concepto de holobionte no debe confundirse con la concepción del mismo que implica la teoría de la evolución hologenómica ya que, si bien ambos están relacionados, en primero no se agota en el segundo.

## Holobionte y hologenoma
Si bien el concepto de holobionte aparece frecuentemente ligado al concepto de hologenoma, ambos conceptos no deben confundirse. Holobionte se refiere a la entidad ecológica que surge de la asociación simbiótica de un macroorganismo (animal o planta) con los microorganismos de su microbioma. El hologenoma, en cambio, se refiere a la totalidad de los factores genéticos que, teóricamente, codificarían el fenotipo del holobionte, y como tal incluye tanto el genoma del macroorganismo como el de los microorganismos de su microbioma. El concepto de holobionte es estructural para el estudio de las asociaciones simbióticas, su ecología y su evolución.

## Holobionte y superorganismo
El concepto de holobionte, si bien tiene cierta similitud con el concepto de superorganismo, no debe confundirse con este último. El concepto de superorganismo, originalmente acuñado por Wheeler para referirse a los insectos eusociales, se utiliza para aquellos organismos que se establecen colonias formadas por múltiples individuos y que presentan una estructura social caracterizada por la división del trabajo entre sus miembros (con castas especializadas en diferentes funciones). A diferencia de los holobiontes, que están formados por organismos de distintas especies, los superorganismos están formados por individuos de la misma especie, con muy poca variación genética entre sí, de modo análogo a lo que ocurre en la mayoría de los organismos pluricelulares.
No obstante, en ocasiones, los términos aparecen intercambiados, debido a las analogías existentes entre ambos (ambos son organismos formados por diferentes individuos que establecen entre sí relaciones de división del trabajo).